# El Idrissia
El Idrissia (arabe : الإدريسية ou Al Idrissiya ou El-Idrissiya) est une commune de la wilaya de Djelfa en Algérie située aux portes du Sahara algérien.

## Histoire

### Zenina ou l'histoire d'une legende
L'ancien nom de cette ville est Zenina, le nom d’une femme qui vivait, il y a très longtemps dans la région. Elle était très riche et de grande famille. Privée de son époux et trop fière pour en prendre un autre, elle ne vivait que pour son fils unique qu’elle aimait beaucoup. En ces temps lointains, les batailles étaient fréquentes, c’est ainsi qu’elle vit tomber au cours d’un combat, son fils et tous les siens furent écrasés sous le nombre de leurs adversaires. Elle se jeta au milieu pour supplier les vainqueurs de ne pas achever son fils. Elle l’emporta à demi-mort sur ses épaules. Elle marcha longtemps et arrive auprès d’une source. Elle s’établit en haut d’une butte rocheuse et s’y construit un gourbi pour y soigner son fils blessé. Des fugitifs échappés au massacre et d’autres gens sans abri, peu à peu vinrent s’installer près d’elle et l’endroit se couvrait d’un embryon de village. Le blessé quant à lui, malgré les soins prodigués par la mère finit par succomber. Elle l’enterra à l’entrée du hameau afin d’avoir près d’elle cette tombe qu’elle ne pouvait quitter. Le village continue à se développer, ses habitants l’entourèrent de remparts et proclamèrent Zenina leur reine.        

### Antiquité
Les Romains vinrent ensuite s’installer près de là et un de leurs officiers épousa la reine Zenina. Il s’appelait  Serdoun, nom qui est resté pour désigner la montagne voisine.

### Époque ottomane
Les habitants de ce petit royaume, habitués à leur esprit d'indépendance  et a leur liberté refusèrent de se soumettre à la domination turque. Osmane le Kurde, alors Bey du Titteri, qui s’aventurait à les soumettre y laissa sa vie. Il était caïd de Miliana plus tard nommé gouverneur de la province de Médéa. Il était d’humeur guerrière. À force de guerroyer, il finit par être tué dans une razzia dirigée contre les Ouled Naïl. Osman le Kurde, lié d’amitié avec Ibrahim qui l’a remplacé en tant que Cadi à Miliana. À sa mort, il lui succède comme Bey du Titteri.
Ibrahim nommé Bey de Médéa de 1775 à 1779, était un ami intime d’Osmane le Kurde. Il avait pris soins de veiller sur ses fils devenus orphelins, Mohamed l’aîné, dit Lakhal, et Mohamed le benjamin surnommé Ereqiq (chétif) connu plus tard sous le nom de Bou Kabous (l’homme au pistolet).
Mohamed ben Osmane dit Lakhal connu plus tard sous le nom de Mohamed El Kebir, devenu adulte se maria avec la fille de celui qui l’a élevé. 
Le Bey Ibrahim nommé Bey de l’ouest dont le siège se trouvait à Mascara, nomme son gendre Caïd des Flittas. Ensuite il le nomme Khalifa en 1768 et lui confie l’est d’Oran. En 1775, les Espagnols débarquent à El Harrach puis marchent sur Alger. Ibrahim fournit 10 000 hommes pour défendre Alger et envoya Mohamed Lakhal à la tête des troupes. Le Dey leur livra une bataille et les Chrétiens se sauvèrent derrière une tranchée. D’après Mohamed ben Sahnoun dans son livre El-djoumani, ils laissent près de 8000 morts et 3000 blessés. Ils rembarquèrent la nuit, abandonnant tous leurs effets et dix-sept canons en cuivre.
Mohamed Ben Osmane Lakhal, qui se nommera par la suite Mohamed El Kebir qui commandait en qualité de Khalifa, les contingents de l’Ouest a eu le bonheur de se signaler aux yeux du Dey. Walsin Esterhazy prétend que le succès d’El Harrach est dû à la cavalerie de Mohamed Kebir.    
En 1779, Il a été nommé Bey de l’Ouest. Il est allé soumettre les tribus du sud, comme les limites territoriales n’étaient pas bien définies, il s’est permis d’aller jusqu’à Aïn Madhi, Laghouat et Zenina.
Le Bey après avoir attaqué El Gaada qui est le Djebel Amour, non loin d’Aflou et soumis ses habitants en échange d’une paix à condition de fournir quatre cents têtes de gros bétails, cent charges d’orge et un nombre indéterminé de chevaux.
Les populations se hâtèrent d’aller se procurer tout ce qu’il avait exigé d’eux, sachant que toute hésitation et tout délai étaient impossibles. Ces arrangements terminés, le Bey quitta ces lieux, se dirigea vers Has El Ma. Après six heures de marche, le Bey Mohamed ben Osmane campe à Bouchekoua, là il apprit qu’une ville du nom de Zenina se trouvait dans le voisinage à quatre heures de marche.
Cette ville était habitée par une population arabe nombreuse et puissante. Elle ne reconnaissait aucun maître. On raconta au bey de Mascara que le Bey du Titteri étant venu camper auprès de Zenina, les habitants l’avaient chassé, lui avaient tué deux hommes et que le Bey s’était enfuit accablé de confusion. En entendant ces détails, Mohamed Kebir se sentit excité contre cette ville et voulait l’attaquer sur-le-champ. Mais l'un des chefs qui l’accompagnaient chercha à le dissuader d’une agression brutale contre les femmes et les enfants. Il lui dépeignait cette ville comme méprisable et impuissante. Elle est hors d’état de se mesurer contre vous lui dit-il, ses habitants ne demandent qu’à se soumettre.
Ils réuniront vingt-cinq esclaves et viendront vous les offrir. Mais le Bey refusa une soumission pareille, sans souci de ce qu’ils pouvaient lui offrir, il voulait les châtier pour leur audacieuse conduite envers le Bey du Titteri. La réalité de ces menaces de châtiment contre les habitants de Zenina est tout autre, on se rappelle que son père Osmane le Kurde alors Bey du Titteri, a été tué dans cette région, au cours d’une razzia contre la population, alors qu’il était enfant.
Il chargea son Khalifa dévoué, celui qui est au premier rang parmi les plus gracieux, Mohamed ben Abdellah, de courir sur cette ville avec la cavalerie. Cet ordre à peine donné, le Khalifa s’élança avec sa troupe sur Zenina. Les habitants en le voyant arriver, comprirent qu’ils étaient trop faibles pour résister à son assaut. Ils abandonnèrent la ville sans rien emporter de tout ce qu’elle renfermait de richesses et de provisions. Zenina fut envahit sans combat; tout fut livré au pillage, étoffes, beurre, effets précieux, objets de valeurs. Le blé et l’orge qu’on y trouve étaient en si grande quantité. Ils ont vidé les silos d’orge et abandonnèrent ceux qui renfermaient du blé. Le Khalifa retourna au camp après avoir si heureusement accompli sa mission.

### Époque de l'Algérie indépendante
La ville de Zenina a été débaptisée après l’indépendance de l'Algérie pour porter le nom d’El-Idrissia, nom du chef nationaliste durant la Guerre d'Algérie : Omar Driss, de son vrai nom Mohamed Idriss, né le 15 juillet 1931 à El Kantara (Biskra). Chargé d’escorter les colonels Amirouche et Si El Houes hors de la wilaya, il est fait prisonnier au cours de la bataille de Djebel Thameur, le 29 mars 1959 et les deux colonels ont été tués. Omar Driss est mort sous la torture à Djelfa et exposé à la place publique, selon le témoignage du Moudjahid Lakhdari Abdelkader ben Mustapha de Zenina (actuellement El Idrissia).